# 1981 في سوريا
فيما يلي قوائم الأحداث التي وقعت خلال عام 1981 في سوريا.

## أحداث
- 1 يناير – الانتخابات التشريعية في سوريا 1981

## مواليد

### يناير
- 1 يناير – أبو محمد الجولاني سياسي سوري.
- 1 يناير – ديانا الحديد
- 1 يناير – مجد عزت الشربجي ناشطة سورية.
- 17 يناير – فراس السيد

### مايو
- 22 مايو – باسل خرطبيل مطور برمجي فلسطيني سوري كان يعمل في مجال المصادر المفتوحة.

### يوليو
- 5 يوليو – موسى العمر
- 10 يوليو – إبراهيم الحسن لاعب كرة قدم سوري.

### أغسطس
- 17 أغسطس – أبو جعفر الحمصي
- 18 أغسطس – ليليا الأطرش ممثلة سورية.

### سبتمبر
- 20 سبتمبر – شادي عثمان ممثل سوري.

## وفيات

### مايو
- 23 مايو – محمد خيري (مواليد 1935) مطرب سوري.

### أغسطس
- 19 أغسطس – بدوي الجبل (مواليد 1905) سياسي سوري.